# Parangguam
Parangguam is een bestuurslaag in het regentschap Langkat van de provincie Noord-Sumatra, Indonesië. Parangguam telt 838 inwoners (volkstelling 2010).